# Nassau-Orange-Fulda
Il principato di Nassau-Orange-Fulda fu uno stato satellite del Sacro Romano Impero nell'area della moderna Germania esistente dal 1803 al 1806.

## Storia
Nel 1795 il principe Guglielmo V d'Orange-Nassau perdette tutti i propri possedimenti nei Paesi Bassi dopo la costituzione della Repubblica Batava, uno stato cliente della Repubblica francese.
Il 23 maggio 1802, Francia e Prussia conclusero insieme un trattato nel quale Fulda e altre aree attigue vennero concesse al principe d'Orange come compensazione per la perdita dei suoi domini nei Paesi Bassi. Guglielmo V si rifiutò in un primo momento ritenendo che ciò che gli veniva concesso fosse troppo inferiore rispetto a ciò che ha perduto, ma successivamente accettò l'offerta in favore di suo figlio Guglielmo Federico (poi Guglielmo I dei Paesi Bassi) che divenne a tutti gli effetti il reggente del nuovo principato costituito. Il 22 ottobre, le truppe prussiane occuparono la diocesi di Fulda per assicurarsi che il principe potesse entrare liberamente nei propri possedimenti ed il 6 dicembre Guglielmo Federico fece la sua entrata trionfale a Fulda. La Reichsdeputationshauptschluss del 25 febbraio 1803, legalizzò la ridistribuzione dei territori. Secondo l'articolo 12 della risoluzione le aree comprese nel nuovo principato di Nassau-Orange-Fulda comprendevano i seguenti ex stati:
- Principato abbaziale di Fulda
- Abbazia di Corvey
- Libera città imperiale di Dortmund
- Abbazia di Weingarten e priorato di Hofen
- Prevostura di San Geroldo (nel Vorarlberg, nel 1804 venduta all'Austria)
- Decanato di Bandern (nel Liechtenstein, nel 1804 venduto all'Austria)
- Abbazia di Dietkirchen (Nassau)

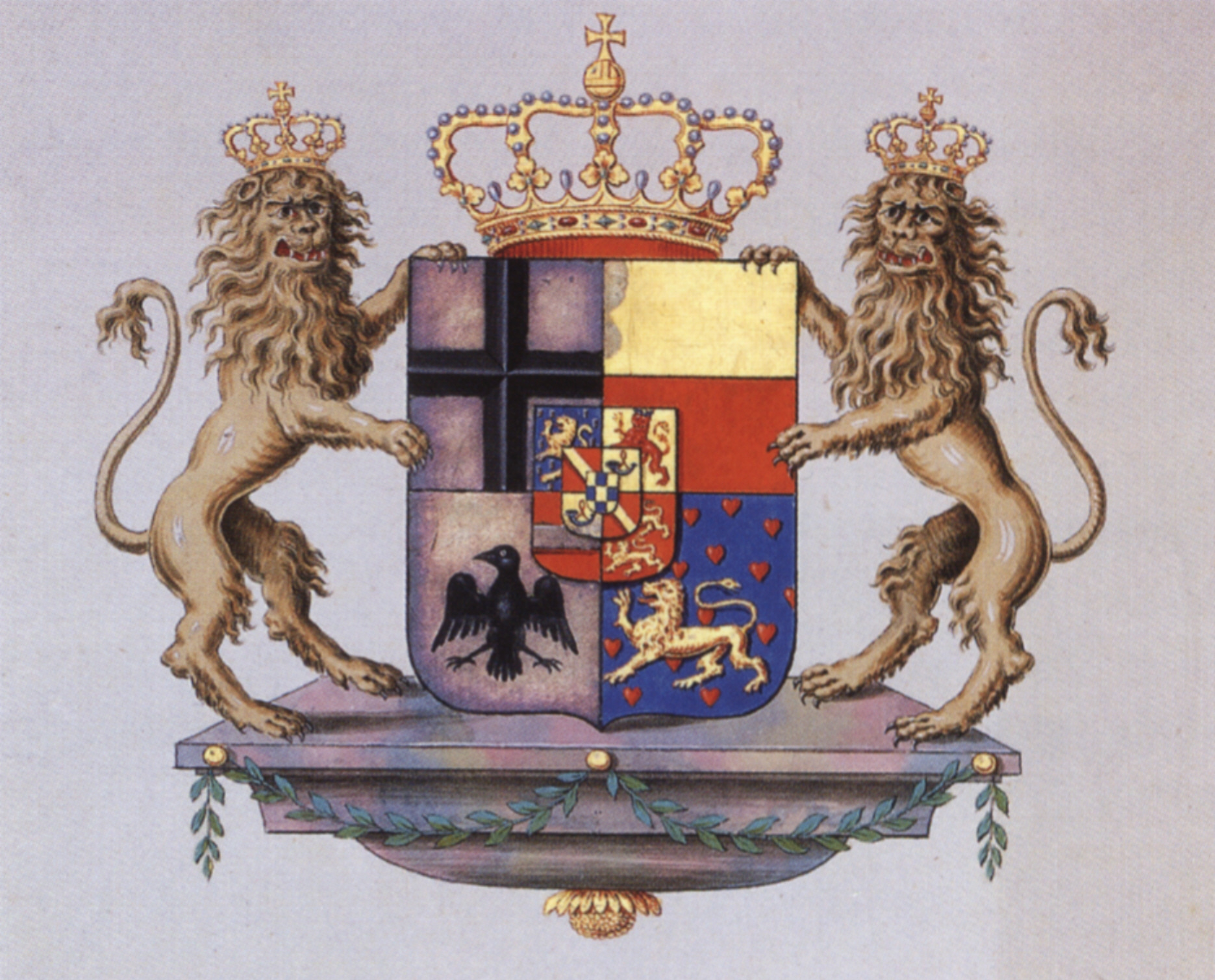
Lo stemma del principato.

Le aree vennero riorganizzate in quattro divisioni: "Principato di Fulda", "Principato di Corvey", "Contea di Dortmund" e "Signoria di Weingarten". Lo stemma del principato includeva lo stemma di queste quattro aree con al centro lo scudo degli Orange-Nassau.
Con la morte di Gulielmo V il 9 aprile, il principe Guglielmo Federico ereditò anche tutti i territori di Nassau. Ad ogni modo, il 12 luglio 1806 perse la signoria di Weingarten ed i territori di Nassau per la formazione della Confederazione del Reno. Con la mediatizzazione tedesca, la signoria di Weingarten venne incorporata nel regno di Württemberg e il Nassau divenne parte del Granducato di Berg e poi del ducato di Nassau.
Dopo la sconfitta militare della Prussia da parte della Francia, il principe d'Orange perse gli ultimi possedimenti che gli erano rimasti. Fulda venne occupata dalle truppe francesi il 27 ottobre 1806 e rimase sotto il controllo della Francia sino al 19 maggio 1810, quando venne incorporata nel granducato di Francoforte. Successivamente, Corvey venne incorporata nel regno di Vestfalia il 7 dicembre 1807, mentre Dortmund passò al Granducato di Berg il 1º marzo 1808.
Con la sconfitta dei francesi nel 1813, il principe d'Orange riottenne i suoi possedimenti nei Paesi Bassi e rinunciò alle proprie pretese sul principato di Nassau-Orange-Fulda. Col Congresso di Vienna nel 1815, venne deciso di non ricostituire il principato di Nassau-Orange-Fulda; Corvey e Dortmund divennero parte del regno di Prussia ed il territorio dell'ex principato abbaziale di Fulda venne suddiviso tra l'Elettorato d'Assia, il ducato di Sassonia-Weimar-Eisenach ed il regno di Baviera.